# Rakuyama Takashi
Takashi Rakuyama (sinh ngày 11 tháng 8 năm 1980) là một cầu thủ bóng đá người Nhật Bản.

## Sự nghiệp câu lạc bộ
Takashi Rakuyama đã từng chơi cho JEF United Chiba, Sanfrecce Hiroshima, Khimki và Shenzhen Ruby.